# Grimsheden

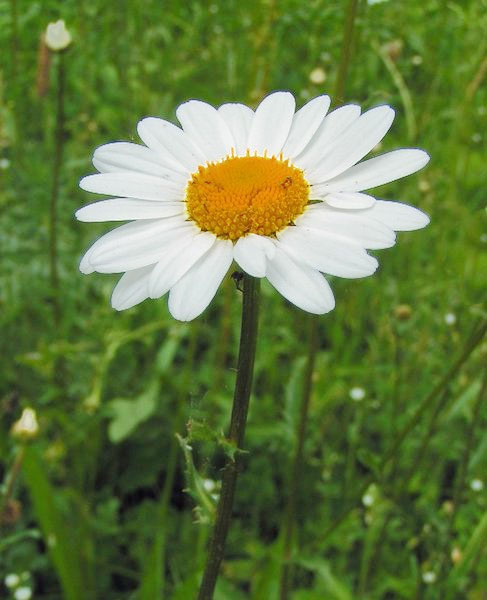
Prästkrage

Grimsheden är ett naturreservat i Åmåls kommun i Västra Götalands län.
Reservatet ligger strax norr om Fengersfors och består av blandskog, hällmarkstallskog samt slåtteräng. Det är avsatt som skyddat område sedan 2010 och omfattar 72 hektar. Området sluttar i öster ner mot Knarrbysjöns stränder. På andra sidan sjön finns  Hafsåsens naturreservat.
De höglänta och bergiga delarna utgörs framför allt av svårvittrade bergarter, kvartsit. I den äldre blandskogen växer äldre asp, gran, ask, ek och lönn. Inom området växer guldlockmossa och kruskalkmossa.
På marken i reservatets blandskog finns blåsippor, jungfru Marie nycklar och hässleklocka. På slåtterängen finns brudsporre, darrgräs, ormrot, prästkrage, slåtterfibbla, slåttergubbe, svinrot, tvåblad och ängsvädd.
Fågellivet är rikt och vitryggig hackspett ses i området.
Naturreservatet förvaltas av Västkuststiftelsen.